# Achmietgariej Abdriejew
Achmietgariej Szakirzianowicz Abdriejew, tat. Əxmətgərəy Şakircan uğlı Əbdriev (ur. 4 października 1923 we wsi Staroje Szajmurzino w Tatarstanie, zm. 4 grudnia 2004) – tatarski kołchoźnik, Bohater Pracy Socjalistycznej (1971).

## Życiorys
Początkowo księgowy w kołchozie, uczestnik II wojny światowej, w latach 1942–1943 w 72 Moździerzowym Pułku Strzelców, został ranny i po wyleczeniu odesłany do rodziny, od 1943 kołchoźnik w swojej wsi, sekretarz miejscowej organizacji partyjnej, starszy inspektor wydziału ubezpieczeń rolniczych miejscowego komitetu wykonawczego, w latach 1950–1955 pomocnik sekretarza komitetu rejonowego. W latach 1956–1968 przewodniczący kołchozu, 1959–1963 deputowany do Rady Najwyższej Tatarskiej ASRR, delegat na XXII Zjazd KPZR oraz III i IV Wszechzwiązkowych Zjazdów Kołchoźników.

## Odznaczenia
- Medal Sierp i Młot Bohatera Pracy Socjalistycznej (8 kwietnia 1971)
- Order Lenina (trzykrotnie – 1965, 1971 i 1976)
- Order Rewolucji Październikowej (dwukrotnie – 1973 i 1985)
- Order Wojny Ojczyźnianej II klasy (11 marca 1985)
- Order Czerwonego Sztandaru Pracy (1986)

I medale.